# برانونی
برانونی (به لاتین: Brønnøy) یک شهرداری در نروژ است که در نوردلاند واقع شده‌است. برانونی ۱٬۰۴۶٫۰۱ کیلومتر مربع مساحت و ۷٬۹۱۷ نفر جمعیت دارد.